# Фрид, Валерий Семёнович
Валерий Семёнович Фрид (13 января 1922, Томск — 7 сентября 1998, Москва) — советский и российский драматург, киносценарист. Член Союза писателей СССР (с 1964 года). Заслуженный деятель искусств РСФСР (1976).

## Биография

### Детство и юность
Валерий Фрид родился в семье профессора, директора Белорусского института микробиологии и эпидемиологии Семёна Марковича Фрида. Мать — Елена Петровна Высоцкая. Вскоре после рождения Валерия семья переехала в Москву. В школе Валерий подружился с Юлием Дунским, учившимся в параллельном классе. Их имена привычно упоминали всегда вместе — Фрид и Дунский. В дальнейшем Валерий Фрид и Юлий Дунский вместе учились во ВГИКе (с 1940 года, Фрид учился на сценарном факультете), ушли в армию, вместе были репрессированы по одному делу, вместе вернулись, вместе писали сценарии, жили в одном доме, на одном этаже. Так продолжалось до смерти Юлия Дунского 23 марта 1982 года.
В 1941 году, после начала Великой Отечественной войны, семья Валерия Фрида была эвакуирована в Алма-Ату. После возвращения в Москву в 1943 году Валерий продолжил учёбу во ВГИКе. В 1944 году, сдав досрочно экзамены по теоретическому курсу, ушёл добровольцем на фронт.

### Арест и отбывание срока
19 апреля 1944 года был арестован по ложному обвинению в принадлежности к антисоветской молодёжной группе и в террористических намерениях.
По этому же делу проходили студенты московских высших учебных заведений. Всего было арестовано 13 молодых людей — друзей, собиравшихся у одной из своих подруг в комнате коммунальной квартиры на Арбате. Среди них были Марк Коган и Юлий Дунский, а также дочь ранее репрессированного и расстрелянного А. С. Бубнова. По одной из версий, основной целью ареста молодёжной группы была именно она, а остальные попали за компанию. В этой же молодой компании были также будущий профессор Московского физико-технического института Михаил Левин, Нина Ермакова (после освобождения вышедшая замуж за Виталия Гинзбурга) и другие. Группе вменялась подготовка покушения на Сталина во время его проезда по Арбату в Кремль.
После ареста Фрид был отправлен в Лубянскую тюрьму. Среди допрашивавших следователей — старший лейтенант Н. Н. Макаров, майор Я. М. Райцес. Валерий Фрид сидел в карцере, пребывал некоторое время в одиночной камере № 119, где его соседями в камерах № 118 и 120 были румынский маршал Ион Антонеску и китайский император Пу И. Далее был переведён в общую камеру. Пытался покончить жизнь самоубийством. После окончания следствия был приговорён Особым совещанием при НКВД СССР к 10 годам исправительно-трудовых лагерей и двум годам ссылки (ст. 58 УК РСФСР, пункты 10, 11) и переведён в Бутырскую тюрьму.
В мае 1945 года был заключён в Пересыльную тюрьму на Красной Пресне. Потом был отправлен этапом в Каргопольлаг (станция Кодино Архангельской области). Работал на строительстве нового лагпункта. Свидание с отцом. Знакомство с П. И. Якиром. Побег заключённых-норвежцев. Отказ от сотрудничества с НКВД. Перевод в 15-й лагпункт Ерцево. Вологодская пересыльная тюрьма.
1950 (?) — Инта. Минлаг. Знакомство и дружба с А. Я. Каплером. Встреча в лагере с Ю. Дунским. Концерты лагерной художественной самодеятельности, кинофильмы[что?].
1953 — Смерть И. В. Сталина. Изменения в лагерном режиме. Знакомство с В. И. Сталиным.

### После освобождения
8 января 1954 года был освобождён из лагеря по окончании срока. С 1954 года отправлен на вечное поселение в Инту (Коми АССР). Работал дежурным на водокачке, бухгалтером ОТС; было свидание с матерью.
28 мая 1956 года был реабилитирован и в 1957 году вернулся в Москву; защитил диплом во ВГИК.
В период с 1957 года и до смерти Ю. Т. Дунского в 1982 году совместно работал с ним над сценариями.
В 1982—1998 годах преподавал «Мастерство кинодраматурга» и руководил сценарными мастерскими Высших курсов сценаристов и режиссёров
В 1987 году совместно с кинодраматургами В. Черных и Э. Володарским создал студию «Слово» на киностудии «Мосфильм», где стал работать редактором.
В. Фрид и Ю. Дунский похоронены рядом на московском Донском кладбище.
В 1998 году для наиболее талантливых студентов сценарного факультета ВГИК студией «Слово» учреждена стипендия Дунского и Фрида.

## Произведения

### Драматургия
- Ровесник века: киносценарий. — М., 1961. — (Библиотека кинодраматургии). — В соавторстве С Ю. Т. Дунским.
- Семь нянек: кинокомедия. — М., 1962. — (Библиотека кинодраматургии). — В соавторстве С Ю. Т. Дунским.
- Жили-были старик со старухой: киносценарий. — М., 1964. — (Библиотека кинодраматургии). — В соавторстве С Ю. Т. Дунским.
- Служили два товарища: киносценарий. — М., 1969. — (Библиотека кинодраматургии). — В соавторстве С Ю. Т. Дунским.
- Избранные сценарии. — М., 1975. — В соавторстве С Ю. Т. Дунским.
- Псевдоним: «Лукач». — М., 1978. — В соавторстве С Ю. Т. Дунским.
- Экипаж: киносценарий. — М., 1981. — (Библиотека кинодраматургии). — В соавторстве с Ю. Т. Дунским, А. Миттой, Б. Уриновским.

### Мемуары
- Фрид В. С. 58 с половиной: Записки лагерного придурка. — М.: Издательский дом Русанова, 1996. — 480 с. — Воспоминания В. С. Фрида о лагерных годах.

### Фильмография
- 1957 — Случай на шахте восемь
- 1961 — Орлиный остров
- 1962 — Семь нянек
- 1962 — Шестнадцатая весна
- 1964 — Жили-были старик со старухой
- 1964 — Непридуманная история
- 1965 — Сегодня — новый аттракцион
- 1968 — Старая, старая сказка
- 1968 — Всего одна жизнь
- 1968 — Служили два товарища
- 1969 — Гори, гори, моя звезда
- 1970 — Красная площадь
- 1971 — Тень
- 1973—1974 — Высокое звание
- 1975 — Всадник с молнией в руке
- 1976 — Сказ про то, как царь Пётр арапа женил
- 1976 — Вдовы
- 1976 — Псевдоним: Лукач
- 1977 — Талант (телефильм)
- 1978 — Человек меняет кожу
- 1979 — Шерлок Холмс и доктор Ватсон
- 1979 — Экипаж
- 1980 — Овод
- 1981 — Не бойся, я с тобой!
- 1982 — Сказка странствий
- 1983 — Приключения маленького Мука
- 1984 — И вот пришёл Бумбо…
- 1984 — Каждый десятый
- 1987 — Сказка про влюблённого маляра
- 1990 — Смерть в кино
- 1990 — Затерянный в Сибири
- 1992—1994 — Горячев и другие
- 2000 — Воспоминания о Шерлоке Холмсе
- 2005 — Время собирать камни

## Награды
- Премию «Ника» за 1995 год, полученную Фридом в номинации «Честь и достоинство», в равной степени разделяет и не доживший до этого дня его постоянный соавтор и друг Юлий Дунский.
- Награждён орденом «Знак Почёта», медалями. Лауреат Всесоюзного конкурса киносценаристов, посвящённый 100-летию со дня рождения В. И. Ленина (1970). Лауреат Золотой медали им. А. Довженко (1974). Заслуженный деятель искусств РСФСР (1976). Лауреат премии «Ника» в номинации «Честь и достоинство» (1995).

## Семья
Дед — раввин Мордехай Фрид, погиб в Минском гетто.
Отец Семён Фрид (1891—1946) — советский микробиолог, профессор.
Двоюродный брат Иосиф Фридлянд (1907—1981) — советский учёный-биохимик, доктор биологических наук, профессор.

## Документалистика
- Документальный фильм. Режиссёр: С. Горовецкий. ООО «Фишка-Фильм». ГТРК «Культура». 2017 год (10 мая 2017). Валерий и Марина Фрид. Больше, чем любовь. Россия-Культура. {{cite episode}}: Внешняя ссылка в |credits= (справка)